# Maria Borzobohata-Woźnicka
Maria Borzobohata-Woźnicka (ur. 1894 w Szyrwintach, zm. 1965 w Koszalinie) – polska malarka.

## Życiorys
Jej rodzicami byli Konstanty Franciszek i Maria Dominika z d. Szrejber (1863–1903). Miała dziewięcioro rodzeństwa, w tym braciːWojciecha i Adama.
W 1913 ukończyła gimnazjum w Wilnie i wyjechała do Petersburga, gdzie uczyła się rysunku i malarstwa w pracowni Jakowa Goldblatta. Po zakończeniu nauki w 1916 powróciła do Wilna. Już w niepodległej Polsce poślubiła w 1920 architekta i krytyka sztuki Stanisława Woźnickiego. Od 1922 kontynuowała edukację artystyczną na Wydziale Sztuk Pięknych Uniwersytetu Stefana Batorego, pod kierunkiem Ludomira Sleńdzińskiego.
Należała do Wileńskiego Towarzystwa Artystów Plastyków. Uczestniczyła w jego wystawach, prezentując swoje prace w Wilnie, Warszawie oraz na Powszechnej Wystawie Krajowej w Poznaniu. W 1924 zamieszkała wraz z mężem w Warszawie. Na czas II wojny światowej powróciła do Wilna. W stolicy pozostawiła wiele prac, które spłonęły podczas powstania w 1944. W następnym roku przeniosła się do Polski Ludowej. Zmarła jako mieszkanka Koszalina.

## Twórczość
Malowała głównie kameralne portrety, w których nawiązywała do tradycji portretu renesansowego. Stylizacja uwidoczniała
się nie tylko w odniesieniu do formy i koloru, ale także w manierze przedstawiania stroju, a przede wszystkim dekoracyjnym
upraszczaniu przedmiotów i pejzażu.

## Uwaga
1. ↑  Istnieje niewiele informacji dotyczących wojennych losów Marii i Stanisława Woźnickich. Portal Blisko Polski – zapewne za nieudokumentowanymi źródłami litewskimi – podaje, że „podczas II wojny światowej Maria została aresztowana przez Niemców i więziona na Pawiaku. 24 sierpnia 1943 umieszczono ją w transporcie więźniów zmierzającym do obozu zagłady, Auschwitz, gdzie prawdopodobnie zmarła”[6].